# Moutiers-au-Perche
Moutiers-au-Perche är en kommun i departementet Orne i regionen Normandie i nordvästra Frankrike. Kommunen ligger i kantonen Rémalard som tillhör arrondissementet Mortagne-au-Perche. År 2022 hade Moutiers-au-Perche 370 invånare.

## Befolkningsutveckling
Antalet invånare i kommunen Moutiers-au-Perche
| Referens: INSEE |